# Дательный самостоятельный
Да́тельный самостоя́тельный (лат. dativus absolutus) — оборот речи, характерный для ряда славянских языков: старославянского, церковнославянского и письменных памятников древнерусского языка.

## В славянских языках
В славянских языках оборот «дательный самостоятельный» представлял собой сочетание существительного или местоимения в дательном падеже с согласованным с ним причастием и выражал значение времени, реже — причины или уступки. Субъект оборота обычно не совпадал с подлежащим предложения; иногда он отсутствовал вовсе. На современный русский язык такой оборот переводится придаточным предложением времени, причины или уступки: др.-русск. и сразившема сѧ полкома и побѣди Ꙗрополкъ — «и когда сразились оба войска, победил Ярополк» (Ипатьевская летопись); надолзѣ борющема сѧ има нача изнемогати Мьстиславъ — «так как они бились долго, Мстислав начал изнемогать» (Лаврентьевская летопись), ст.‑слав. съто и пѧть десѧть и три. толикоу сѫштю. не протръже сѧ мрѣжа — «хотя их [рыб] было сто пятьдесят три, сеть не разорвалась» (Зографское евангелие).
В церковнославянских текстах «дательный самостоятельный» чаще всего является калькой синтаксического оборота «родительный самостоятельный» греческого языка, с которого переводились эти тексты.
В старославянском языке, как и в древнерусских памятниках церковнокнижного характера, дательный самостоятельный имел широкое распространение. В процессе утраты склонения краткими причастиями на восточнославянской почве происходит разрушение оборота, при котором причастие в его составе выступает в форме именительного падежа: идоуще же емоу вспѧть размысливъ рече дружинѣ своей (Лаврентьевская летопись).

## В балтийских языках
В латышском языке существует синтаксическая конструкция, в которой субъект действия ставится в форме дательного падежа, а само действие выражается с помощью деепричастия -ot(ies):
- Skolotājam klasē ienākot, skolēni pieceļas. — Когда учитель входит в класс (при входе учителя в класс), ученики встают.
- Vakaram iestājoties, ielas tiek apgaismotas. — Когда наступает вечер (с наступлением вечера), улицы освещаются.